# Volksabstimmungen in der Schweiz 1994
Dieser Artikel bietet eine Übersicht der Volksabstimmungen in der Schweiz im Jahr 1994.
In der Schweiz fanden auf Bundesebene 13 Volksabstimmungen statt, im Rahmen von vier Urnengängen am 20. Februar, 12. Juni, 25. September und 4. Dezember. Dabei handelte es sich um sechs obligatorische Referenden, zwei Volksinitiativen und fünf fakultative Referenden.

## Abstimmungen am 20. Februar 1994

### Ergebnisse
| Nr. | Vorlage                                                                                             | Art | Stimm- berechtigte | Abgegebene Stimmen | Beteiligung | Gültige Stimmen | Ja        | Nein    | Ja-Anteil | Nein-Anteil | Stände | Ergebnis |
| --- | --------------------------------------------------------------------------------------------------- | --- | ------------------ | ------------------ | ----------- | --------------- | --------- | ------- | --------- | ----------- | ------ | -------- |
| 405 | Bundesbeschluss über die Weiterführung der Nationalstrassenabgabe                                   | OR  | 4'563'421          | 1'863'398          | 40,83 %     | 1'839'486       | 1'259'609 | 579'877 | 68,48 %   | 31,52 %     | 21:2   | ja       |
| 406 | Bundesbeschluss über die Weiterführung der Schwerverkehrsabgabe                                     | OR  | 4'563'421          | 1'862'531          | 40,81 %     | 1'833'464       | 1'324'242 | 509'222 | 72,23 %   | 27,77 %     | 23:0   | ja       |
| 407 | Bundesbeschluss über die Einführung einer leistungs- oder verbrauchsabhängigen Schwerverkehrsabgabe | OR  | 4'563'421          | 1'861'208          | 40,79 %     | 1'819'541       | 1'221'630 | 597'911 | 67,14 %   | 32,86 %     | 21:2   | ja       |
| 408 | Eidgenössische Volksinitiative «zum Schutze des Alpengebietes vor dem Transitverkehr»               | VI  | 4'563'421          | 1'865'111          | 40,86 %     | 1'838'853       | 0'954'491 | 884'361 | 51,91 %   | 48,09 %     | 16:7   | ja       |
| 409 | Luftfahrtgesetz, Änderung vom 18. Juni 1993                                                         | FR  | 4'563'421          | 1'856'045          | 40,66 %     | 1'771'559       | 1'081'844 | 689'715 | 61,07 %   | 38,93 %     | –      | ja       |

### Weiterführung der Autobahnvignette
Der Verfassungsartikel, der 1984 die Grundlage für die Einführung der Autobahnvignette gebildet hatte, war auf zehn Jahre befristet. Aus diesem Grund führte der Bundesrat bereits 1989/90 eine Vernehmlassung über deren unbefristete Weiterführung durch. Als einzige Änderung schlug er eine Preiserhöhung von 30 auf 40 Franken jährlich vor. Die Reaktionen fielen überwiegend positiv aus, Kritik äusserten einzig die Automobilverbände. Im Januar 1992 stellte dann der Bundesrat dem Parlament den entsprechenden Antrag. Dieses hatte zeitgleich auch über die Volksinitiative «zur Abschaffung der Autobahnvignette» zu befinden, die von Automobilisten eingereicht worden war und einzig von der LPS unterstützt wurde. Nach der deutlichen Ablehnung in beiden Parlamentskammern zogen die Initianten ihr Begehren zurück, da sie angesichts der mangelnden Unterstützung keine Chance bei einer Volksabstimmung gehabt hätte. Daraufhin nahmen sowohl der Nationalrat als auch der Ständerat die Weiterführung der Autobahnvignette und die dafür erforderliche Verfassungsänderung an. Alle Parteien ausser der LPS, der Auto-Partei und der Lega dei Ticinesi befürworteten die Vorlage. Sie argumentieren, dass der Strassenverkehr die von ihm verursachten Kosten nicht decke und deshalb die Erhebung einer Benutzungsgebühr für Autobahnen gerechtfertigt sei. Die Interessenverbände der Automobilisten wandten ein, die Vignette sei für die Finanzierung der Nationalstrassen nicht nötig, ihr Ertrag sei niedriger als erwartet und die Autofahrer würden schon genug zur Kasse gebeten. Mehr als zwei Drittel der Abstimmenden nahmen die Vorlage an, Nein-Mehrheiten gab es nur in den Kantonen Neuenburg und Waadt.

### Weiterführung der Schwerverkehrsabgabe
Wie die Autobahnvignette war auch die 1984 angenommene Schwerverkehrsabgabe auf zehn Jahre befristet. Zwar beabsichtigte die Landesregierung, in Abstimmung mit der Europäischen Gemeinschaft so bald wie möglich vom bisherigen pauschalen zu einem leistungsabhängigen System zu wechseln, dennoch musste für die Übergangszeit die Verfassungsgrundlage der pauschalen Schwerverkehrsabgabe verlängert werden. Längst fällige teuerungsbedingte Tariferhöhungen sollten bei dieser Gelegenheit ebenfalls vorgenommen werden. Auch hier rief die 1989/90 durchgeführte Vernehmlassung überwiegend positive Reaktionen hervor. Autofreundliche Kreise hatten in der Zwischenzeit die Volksinitiative «zur Abschaffung der Schwerverkehrsabgabe» eingereicht. Doch die Initianten zogen diese wieder zurück, als sich abzeichnete, dass sie in einer Volksabstimmung wohl chancenlos sein würde. Beide Parlamentskammern verabschiedeten mit grossen Mehrheiten die erforderliche Verfassungsänderung. Der Antrag der Grünen, einen Teil der Einnahmen für andere Zwecke als den Strassenbau zu verwenden, blieb erfolglos. Das Parlament kam der Schwerverkehrslobby entgegen, indem es den Verfassungsartikel erneut auf zehn Jahre begrenzte. Die Interessenverbände der Transportunternehmen setzten sich gegen die Abgabe mit der Begründung zur Wehr, der Schwerverkehr bezahle durch die Erhöhung der Treibstoffzölle schon genug und werde im Vergleich zur ausländischen Konkurrenz noch mehr geschwächt. Unterstützung erhielten sie nur von der LPS und mehreren Rechtsaussenparteien. Alle übrigen Parteien argumentierten, dass mit der Abgabe insbesondere auch der ausländische Transitverkehr zur Kasse gebeten werde und so mithelfe, die hohen Kosten des Schwerverkehrs zu decken. Angesichts der Teuerung sei auch die Anpassung der Tarife gerechtfertigt. Fast drei Viertel der Abstimmenden und alle Kantone nahmen die Vorlage an.

### Leistungsabhängige Schwerverkehrsabgabe
Im Rahmen der Vernehmlassung von 1989/90 ersuchte der Bundesrat auch um Stellungnahmen zur Einführung einer leistungsabhängigen Schwerverkehrsabgabe (LSVA), für die ebenfalls eine Ergänzung der Bundesverfassung erforderlich war. Dabei beschränkte sich der Bundesrat vorerst auf eine reine Kompetenznorm, um später in der eigentlichen Gesetzgebung eine bestmögliche Koordination mit der Europäischen Gemeinschaft (EG) zu erreichen. Der angestrebte Grundsatz der Kostenwahrheit im Güterverkehr stiess überwiegend auf positives Echo. Nach Auffassung weiter Kreise sollte die LSVA aber erst eingeführt werden, wenn die EG ähnliche Massnahmen beschliesst; ausserdem sollten die Einnahmen zweckgebunden für den Strassenverkehr eingesetzt werden. Schliesslich überwiesen beide Parlamentskammern die Vorlage mit grosser Mehrheit. Neben der LPS und den Rechtsaussenparteien bekämpfte auch die SVP den Systemwechsel. Diese «Verfassungsgebung auf Vorrat» stelle nicht nur eine neuerliche finanzielle Belastung des Schwerverkehrs dar, sondern komme auch zu früh, da sie der EG-Gesetzgebung vorgreife. Die Neugestaltung bringe lediglich mehr Bürokratie und ermuntere den Bund zu weiteren Ausgaben. Die Befürworter waren der Meinung, dass die LSVA die Verlagerung des Verkehrs von der Strasse auf die Schiene fördere und eine gerechtere Belastung nach dem Verursacherprinzip ermögliche. Mehr als zwei Drittel der Abstimmenden und alle Kantone mit Ausnahme von Waadt und Wallis stimmten der Vorlage zu.

### Alpen-Initiative
Im Zuge der Diskussionen um die allfällige Anhebung des zulässigen Gesamtgewichts von Lastwagen von 28 auf 40 Tonnen reichte der Verein Alpen-Initiative, in dem Umweltschützer aus verschiedenen Bergregionen zusammengeschlossen waren, im Mai 1990 eine Volksinitiative ein. Mit ihr sollte der Bund verpflichtet werden, das Alpengebiet vor den negativen Auswirkungen des Transitverkehrs zu schützen. Dessen Belastungen sollten auf ein Mass begrenzt werden, das für Menschen, Tiere und Pflanzen nicht schädlich ist. Zu diesem Zweck sollte der alpenquerende Gütertransitverkehr von Grenze zu Grenze innerhalb von zehn Jahren auf die Schiene verlagert werden. Ausserdem sollte die Kapazität der Transitstrassen im Alpengebiet nicht erhöht werden dürfen (mit Ausnahme von Ortsumfahrungsstrassen). Bundesrat und Parlament wiesen die Initiative zurück, da sie im Widerspruch zu mehreren internationalen Abkommen stehe. Unterstützung fand sie bei linken Parteien und Umweltschutzverbänden, aber auch bei einzelnen FDP- und CVP-Kantonalparteien. Sie sei die ideale Ergänzung zur NEAT, weil sie den Bund zu einer Verlagerungspolitik zwinge und so die langfristige Rentabilität der Infrastruktur garantiere. Die Mehrheit der bürgerlichen Parteien, die Automobilverbände und die Vereinigungen der Transportunternehmer hielten die Vorlage für europafeindlich und zu einschränkend. Der Abstimmung ging vor allem in der Deutschschweiz eine intensive Kampagne voraus. In einer Fernsehdebatte liess sich der zuständige Verkehrsminister Adolf Ogi zur Aussage hinreissen, der zu hundert Prozent subventionierte Kanton Uri dürfe sich eigentlich nicht über den Durchgangsverkehr beschweren. Viele Zuschauer hielten dies für arrogant, was zum überraschenden Ergebnis beitrug. Eine knappe Mehrheit der Abstimmenden nahm die Vorlage an, während alle Deutschschweizer Kantone mit Ausnahme des Aargaus zum deutlichen Ständemehr beitrugen. Am höchsten war die Zustimmung in Uri mit 87,8 Prozent.

### Luftfahrtgesetz
Das Luftfahrtrecht war über die Jahrzehnte sehr umfangreich und unübersichtlich geworden, sodass sich eine Überarbeitung aufdrängte. Da sich der Gesetzgebungsprozess aufgrund der komplexen Materie in die Länge zog, schlug der Bundesrat im November 1992 zunächst eine Teilrevision vor, mit der die Kompetenz zur Inkraftsetzung von Luftverkehrsabkommen mit anderen Staaten vom Parlament auf den Bundesrat übertragen werden sollte. Ausserdem sollte der Bund in bestimmten Fällen zinsgünstige Darlehen für die zeitgemässe Anpassung bestimmter Anlagen gewähren können. Vor allem Umweltschutzverbände kritisierten Letzteres als Subvention der Luftfahrt, während die linken Parteien zudem mehr demokratische Mitspracherechte für die Anwohner von Flughäfen forderten. Trotz dieser Bedenken verabschiedete das Parlament die Vorlage, worauf der Verkehrs-Club der Schweiz zusammen mit der SP, den Grünen und verschiedenen Organisationen das Referendum ergriff. Die Gegner bezeichneten das neue Gesetz als widersprüchlich zu den Verpflichtungen des Bundesrates gegenüber der Umwelt und einschränkend bezüglich der demokratischen Rechte der Gemeinden und Kantone. Bürgerliche Parteien und Wirtschaftsverbände wiesen darauf hin, dass das bis ins Jahr 1948 zurückreichende Gesetz nicht mehr ausreichend für die zeitgerechte Entwicklung der schweizerischen Luftfahrt sei. Ausserdem sei es im öffentlichen Interesse, dass sich der Bund finanziell an Modernisierungen beteilige. Etwas mehr als drei Fünftel der Abstimmenden nahmen die Vorlage an.

## Abstimmungen am 12. Juni 1994

### Ergebnisse
| Nr. | Vorlage | Art | Stimm- berechtigte | Abgegebene Stimmen | Beteiligung | Gültige Stimmen | Ja        | Nein      | Ja-Anteil | Nein-Anteil | Stände | Ergebnis |
| --- | --- | --- | ------------------ | ------------------ | ----------- | --------------- | --------- | --------- | --------- | ----------- | ------ | -------- |
| 410 | Bundesbeschluss über einen Kulturförderungsartikel in der Bundesverfassung (Art. 27septies BV)                                     | OR  | 4'572'713          | 2'131'789          | 46,61 %     | 2'077'213       | 1'059'025 | 1'018'188 | 50,98 %   | 49,02 %     | 11:12  | nein     |
| 411 | Bundesbeschluss über die Revision der Bürgerrechtsregelung in der Bundesverfassung (Erleichterte Einbürgerung für junge Ausländer) | OR  | 4'572'713          | 2'137'944          | 46,75 %     | 2'108'615       | 1'114'158 | 0'994'457 | 52,84 %   | 47,16 %     | 10:13  | nein     |
| 412 | Bundesgesetz über schweizerische Truppen für friedenserhaltende Operationen                                                        | FR  | 4'572'713          | 2'138'973          | 46,77 %     | 2'103'362       | 0'899'626 | 1'203'736 | 42,77 %   | 57,23 %     | –      | nein     |

### Kulturförderungsartikel
1986 waren sowohl die Kulturinitiative als auch der Gegenentwurf des Bundesrates in der Volksabstimmung gescheitert. Dies wurde aber nicht als grundsätzliche Ablehnung der Kulturförderung durch den Bund interpretiert, sondern als Folge des damals noch geltenden Verbots des doppelten Ja. Im November 1991 präsentierte der Bundesrat einen neuen Kulturförderungsartikel, dem ein weit gefasster Kulturbegriff zugrunde lag. Der neue Artikel war zwar dynamischer formuliert, die Förderungskompetenz war jedoch nach wie vor nur durch eine Kann-Formulierung festgehalten. Der Bund sollte sich namentlich an der Wahrung kultureller Aufgaben von gesamtschweizerischer Bedeutung und an der Pflege des kulturellen Austauschs im In- und Ausland beteiligen. Aus föderalistischen Gründen legte er grosses Gewicht auf die Subsidiarität. Das Parlament unterstützte das Vorhaben mit grosser Mehrheit. Alle grossen Parteien unterstützten die Vorlage – mit Ausnahme der SVP, die an ihrer Delegiertenversammlung eher zufällig die Nein-Parole beschloss. Ihr schlossen sich auch die LPS und die Rechtsaussenparteien an. Trotz der Kann-Formulierung warnten die Gegner vor nicht abschätzbaren finanziellen Folgen. Die anderen Parteien und auch die Kulturschaffenden verhielten sich unauffällig, sodass Bundesrätin Ruth Dreifuss warnte, der grösste Gegner der Vorlage sei die Gleichgültigkeit. Zwar stimmte eine knappe Mehrheit der Abstimmenden für den Kulturartikel, doch das Ständemehr schaffte er nicht. Die anschliessende Vox-Analyse nannte als Hauptgründe der Ablehnung die angespannte Finanzlage und auch ein gewisses Misstrauen gegenüber den Kulturschaffenden.

### Erleichterte Einbürgerungen
Junge, in der Schweiz aufgewachsene Ausländer konnten das Schweizer Bürgerrecht nur durch eine ordentliche Einbürgerung erwerben. Dies wurde zunehmend als unbefriedigend betrachtet, weshalb einige Kantone und Gemeinden dazu übergingen, gewisse Erleichterungen vorzusehen. Der Bundesrat strebte eine einheitliche Lösung an und präsentierte im Oktober 1992 eine entsprechende Vorlage. Ein neuer Verfassungsartikel sollte wie folgt lauten: «Der Bund erleichtert die Einbürgerungen junger, in der Schweiz aufgewachsener Ausländer.» Die Konkretisierung dieser Bestimmung sollte im Rahmen der parallel laufenden Gesetzesrevision erfolgen. Konkret profitieren sollten Ausländer im Alter zwischen 16 und 24 Jahren, die in der Schweiz geboren sind oder hier fünf Jahre die Schule besucht und seit ihrer Einreise hier gelebt haben. Im Parlament war die Vorlage weitgehend unbestritten, nur rechts aussen regte sich Widerstand. Die Gegner warnten vor angeblichen «Masseneinbürgerungen» und waren der Meinung, die Bedingungen für die Einbürgerungen seien jetzt schon sehr liberal. Zwar befürworteten die meisten Parteien die Verfassungsänderung, doch eine eigentliche Abstimmungskampagne fand nicht statt, da die Vorlage völlig im Schatten der Blauhelm-Vorlage stand (siehe unten). Wie schon beim ersten Anlauf im Jahr 1983 fiel die Erleichterung der Einbürgerung durch. Zwar stimmte eine knappe Mehrheit der Abstimmenden dafür, doch die Vorlage verpasste das Ständemehr.

### UNO-Blauhelme
Angesichts der zunehmenden Internationalisierung von Konflikten und deren Begleiterscheinungen erklärte der Bundesrat 1990 in einem sicherheitspolitischen Bericht die Friedensförderung zu einem offiziellen Auftrag der Schweizer Armee. Als Reaktion auf zahlreiche politische Vorstösse im Zuge des Zweiten Golfkriegs schlug er ein Bundesgesetz über Schweizer Truppen für friedenserhaltende Massnahmen vor. Angehörige der Armee sollten für entsprechende Missionen der UNO-Blauhelme oder der KSZE zur Verfügung gestellt werden dürfen. Voraussetzung dafür sollte sein, dass sie dies freiwillig tun und alle Konfliktparteien mit dem Einsatz einverstanden sind; auch sollten sie von der Waffe nur in Notwehr Gebrauch machen. Nachdem das Parlament seine Zustimmung zum Gesetz gegeben hatte (der Ständerat sogar einstimmig), ergriff die Lega dei Ticinesi das Referendum, unterstützt von weiteren Rechtsaussenparteien, der Ligue vaudoise sowie einzelnen FDP- und SVP-Exponenten. Die Gegner argumentierten, die Blauhelm-Vorlage sei ein erster Schritt zum UNO-Beitritt, der 1986 deutlich abgelehnt worden war, und gefährde die Neutralität der Schweiz. Eine bessere Alternative sei der vermehrte Einsatz des Katastrophenhilfekorps in Zusammenarbeit mit dem internationalen Roten Kreuz. Die Befürworter meinten, die Entsendung von Blauhelm-Truppen sei eine zeitgemässe Form der Guten Dienste und ein konkreter Beitrag zur Förderung von Sicherheit und Frieden. Eine deutliche Mehrheit der Abstimmenden lehnte die Vorlage ab, Ja-Mehrheiten resultierten nur in Teilen der Romandie.

## Abstimmungen am 25. September 1994

### Ergebnisse
| Nr. | Vorlage                                                                                             | Art | Stimm- berechtigte | Abgegebene Stimmen | Beteiligung | Gültige Stimmen | Ja        | Nein    | Ja-Anteil | Nein-Anteil | Stände | Ergebnis |
| --- | --------------------------------------------------------------------------------------------------- | --- | ------------------ | ------------------ | ----------- | --------------- | --------- | ------- | --------- | ----------- | ------ | -------- |
| 413 | Bundesbeschluss über die Aufhebung der Verbilligung von inländischem Brotgetreide aus Zolleinnahmen | OR  | 4'576'512          | 2'082'706          | 45,50 %     | 1'995'076       | 1'288'697 | 706'379 | 64,59 %   | 35,41 %     | 23:0   | ja       |
| 414 | Schweizerisches Strafgesetzbuch, Militärstrafgesetz, Änderung vom 18. Juni 1993                     | FR  | 4'576'512          | 2'100'739          | 45,90 %     | 2'072'637       | 1'132'662 | 939'975 | 54,65 %   | 45,35 %     | –      | ja       |

### Aufhebung der Brotgetreideverbilligung
Im Oktober 1993 schlug der Bundesrat im Rahmen einer grösseren Sparrunde vor, die im Ersten Weltkrieg eingeführte Subventionierung des inländischen Brotgetreides abzuschaffen. Dabei sollten die auf importiertem Brotgetreide erhobenen Zölle in der Höhe von 25 Millionen Franken nicht mehr wie bisher zur Verbilligung von Brot eingesetzt werden, sondern als Beitrag zur Haushaltssanierung in die allgemeine Bundeskasse fliessen. Aus diesem Grund sollte die in der Bundesverfassung verankerte Zweckbindung aufgehoben werden. Der Bundesrat ging davon aus, dass die Müller die Kosten auf die Konsumenten überwälzen würden und dass sich der Brotpreis um lediglich fünf Rappen erhöhen würde. Das Parlament genehmigte die Änderung ohne Gegenstimme. Fast alle Parteien und massgeblichen Verbände sprachen sich für die Vorlage aus. Angesichts der veränderten Konsumgewohnheiten könne problemlos auf die Verbilligung verzichtet werden. Ausserdem handle es sich um eine veraltete Giesskannensubvention, die den Bauern kaum Mehreinnahmen bringe. Nur der LdU, die PdA und die SD wandten sich gegen die Abschaffung. Ihnen zufolge sei es unzulässig, auf dem Buckel der Konsumenten zu sparen und sie mit höheren Brotpreisen zu belasten. Fast zwei Drittel der Abstimmenden und alle Kantone nahmen die Vorlage an.

### Antirassismusgesetze
Um den Beitritt der Schweiz zur UN-Rassendiskriminierungskonvention zu ermöglichen, gab der Bundesrat Ende 1989 einen neuen Strafrechtsartikel in die Vernehmlassung, der die Verbreitung rassistischer Theorien und Aufrufe sowie die Verweigerung öffentlich angebotener Leistungen verbieten sollte. Er begründete diesen Schritt auch mit «extremistischen Vorkommnissen» und «Anzeichen latenter Fremdenfeindlichkeit». Den Behörden bereitete es jedoch einige Mühe, den neuen Artikel im Strafgesetzbuch und sein gleich lautendes Pendant im Militärstrafgesetz so zu formulieren, dass er sowohl den materiellen Anforderungen des Übereinkommens als auch dem Grundrecht der Meinungsfreiheit entsprach. Im Juni 1992 genehmigte das Parlament die neuen Gesetze (der Ständerat einstimmig). Verboten werden sollten die Diskriminierung von Menschen und der Aufruf zu Hass gegen Personen oder Gruppen wegen ihrer Rasse, Ethnie oder Religion. Drei Komitees ergriffen daraufhin erfolgreich das Referendum. Zu den Gegnern gehörten die Rechtsaussenparteien, mehrere Kantonalparteien der SVP und auch einzelne Holocaustleugner. Sie behaupteten, die Rassismus-Strafnorm sei ein UNO-Beitritt auf Raten sowie ein «unfreiheitliches Maulkorb- und Gesinnungsgesetz», das zu Denunziantentum führe. Die Befürworter wiesen jeglichen Zusammenhang mit einem UNO-Beitritt von sich und vertraten den Standpunkt, dass die Meinungsfreiheit nicht beschnitten, sondern lediglich ihr Missbrauch bekämpft werde. Auch werde nicht eine Gesinnung bestraft, sondern deren öffentliche Äusserung. Knapp 55 Prozent der Abstimmenden nahmen die Vorlage an, wobei die Zustimmung in Städten und bei Frauen gemäss Vox-Analyse deutlicher ausfiel als auf dem Land und bei Männern.

## Abstimmungen am 4. Dezember 1994

### Ergebnisse
| Nr. | Vorlage                                                               | Art | Stimm- berechtigte | Abgegebene Stimmen | Beteiligung | Gültige Stimmen | Ja        | Nein      | Ja-Anteil | Nein-Anteil | Stände | Ergebnis |
| --- | --------------------------------------------------------------------- | --- | ------------------ | ------------------ | ----------- | --------------- | --------- | --------- | --------- | ----------- | ------ | -------- |
| 415 | Bundesgesetz über die Krankenversicherung                             | FR  | 4'602'535          | 2'014'475          | 43,77 %     | 1'971'535       | 1'021'175 | 0'950'360 | 51,80 %   | 48,20 %     | –      | ja       |
| 416 | Eidgenössische Volksinitiative «für eine gesunde Krankenversicherung» | VI  | 4'602'535          | 2'014'250          | 43,75 %     | 1'964'851       | 0'460'674 | 1'504'177 | 23,45 %   | 76,55 %     | 0:23   | nein     |
| 417 | Bundesgesetz über Zwangsmassnahmen im Ausländerrecht                  | FR  | 4'602'535          | 2'016'575          | 43,81 %     | 1'968'337       | 1'435'040 | 0'533'297 | 72,91 %   | 27,09 %     | –      | ja       |

### Krankenversicherungsgesetz
Eine Revision des aus dem Jahr 1911 stammenden Krankenversicherungsgesetzes (KVG) war 1987 gescheitert. Da der Bundesrat für einen weiteren Anlauf mehr Zeit benötigte, traten nach einer Volksabstimmung am 26. September 1993 verschiedene Sofortmassnahmen in Kraft, um die Kostensteigerung in den Griff zu kriegen. Beim neuen KVG ging es einerseits um die Überführung beziehungsweise die Ablösung eines Teils dieser befristeten und bereits in Kraft stehenden Massnahmen in ordentliches Recht, andererseits um die Einführung neuer Massnahmen. Zwar herrschte in den Grundfragen Konsens, dennoch kam es zu langwierigen und kontroversen Detailberatungen in und zwischen beiden Parlamentskammern. Vorgesehen waren unter anderem ein Obligatorium für die Grundversicherung (bei erweitertem Leistungskatalog), vereinfachte Wechsel der Krankenkasse, grössere Vergütung der Spitex-Kosten, kostendämpfende Massnahmen und grössere Wahlmöglichkeiten bei Versicherungsmodellen. Am umstrittensten war die Frage der Prämienverbilligung für wirtschaftlich Schwächere und deren Finanzierung. Nach der Zustimmung des Parlaments brachten mehrere Krankenkassen sowie Ärztevereinigungen aus dem Bereich der Komplementärmedizin ein Referendum zustande. Rechtsaussenparteien sowie die SVP bekämpften die Vorlage. Sie sei zu dirigistisch, zu sehr der Schulmedizin verhaftet, zu wenig wettbewerbsorientiert und zu teuer. Für das neue KVG traten die meisten Parteien und Wirtschaftsdachverbände ein, denn die erweiterte Grundversicherung mache viele teure Zusatzversicherungen überflüssig. Ausserdem kämen die vorgesehenen Prämienverbilligungen rund einem Drittel der Bevölkerung zugute. Eine knappe Mehrheit der Abstimmenden nahm die Vorlage an, wofür die hohe Zustimmung im Kanton Tessin und in der Romandie ausschlaggebend waren.

### Gesunde Krankenversicherung
Als Reaktion auf die seit Anfang der 1980er Jahre stark wachsenden Krankenkassenprämien reichten die SP und der Schweizerische Gewerkschaftsbund im März 1986 eine Volksinitiative ein. Sie verlangte in erster Linie eine obligatorische Krankenpflegeversicherung für alle und den Ersatz der für alle einheitlichen Krankenkassenprämien durch einkommens- und vermögensabhängige Prämien. Bei Erwerbstätigen würden die Krankenkassenbeiträge je zur Hälfte von Arbeitnehmern und Arbeitgebern getragen, ebenso müssten Bund und Kantone mindestens einen Viertel an die Kosten der Krankenpflegeversicherung bezahlen. Aus Rücksicht auf die anstehende KVG-Reform (siehe oben) dauerte es fünf Jahre, bis sich Bundesrat und Parlament dazu äusserten. Sie wiesen die Initiative zurück, da das neue Gesetz dieselben Ziele verfolge, wenn auch mit anderen Mitteln. Die linken Befürworter betonten, die Initiative bringe eine viel weiter gehende Solidarität und eine dringend notwendige, breiter greifende finanzielle Entlastung. Die bürgerlichen Gegner wiederum verwiesen auf die Vorzüge der gleichzeitig zur Abstimmung stehenden KVG-Revision. Wenig überraschend scheiterte die Initiative deutlich am Volks- und Ständemehr.

### Zwangsmassnahmen im Ausländerrecht
Der rasante Anstieg der Zahl der Asylbewerber und Probleme bei der Ausschaffung straffälliger Ausländer führten ab Mitte der 1980er Jahre vermehrt zu Forderungen nach verschärften gesetzlichen Bestimmungen, weshalb der Bundesrat im November 1993 ein neues Bundesgesetz für einen effizienteren Vollzug von Ausweisungsbeschlüssen gegen kriminelle Ausländer ohne Niederlassungs- und Aufenthaltsgenehmigung vorschlug. So sollten Asylbewerber, über deren Aufenthaltsrecht noch nicht entschieden worden war, in bestimmten Fällen für höchstens drei Monate in Vorbereitungshaft genommen werden können. Ebenso sollte die Ausschaffungshaft von bisher 30 Tagen auf drei Monate ausgedehnt werden sowie bei Verdacht auf Untertauchen um weitere sechs Monate verlängert werden. Gegen den entsprechenden Beschluss des Parlaments ergriffen verschiedene asylpolitische Organisationen das Referendum, unterstützt von den linken Parteien und Flüchtlingshilfswerken. Sie äusserten den Vorwurf, die Revision stelle eine unzulässige Diskriminierung von Ausländern dar und fördere den Rassismus. Die Befürworter hingegen betonten, das Gesetz sei notwendig, um die zahlreicher gewordenen Missbräuche des Asylrechts bekämpfen zu können. Von dem Gesetz seien Ausländer mit Niederlassungs- und Aufenthaltsrecht gar nicht betroffen. Knapp drei Viertel der Abstimmenden nahmen die Vorlage an.